# PostFinance-Arena
PostFinance-Arena (prvotno znana kot Eisstadion Allmend in Bern Arena) je arena v Bernu, Švica. Primarno je v uporabi za hokej na ledu in je domača dvorana kluba SC Bern.  Zgrajena je bila leta 1967, njena kapaciteta je 17.131 ljudi, od tega je 6.709 sedišč. Tako dvorana premore 11.682 stojišč, kar je največ za katero koli športno dvorano na svetu. 
Dvorana je bila izbrana za glavno dvorano, ki je gostila elitno divizijo Svetovnega prvenstva v hokeju na ledu 2009.  Do sedaj je že gostila inavguracijski Victoria Cup. 

## Obisk
Dvorana drži vseevropski rekord, saj je v sezoni 2006/07 domači klub SC Bern imel povprečen obisk 15.993 gledalcev na tekmo. 

## Obnova
Zaradi svoje visoke starosti in bližajočega se Svetovnega prvenstva je bila dvorana deležna obnove. Imetnik je v povečanje in obnovo zgradbe vložil okoli 100 mio CHF. Za dela na dvorani so načrtovali, da bodo končana do 24. aprila 2009, ko se je začelo Svetovno prvenstvo. Notranjost se skoraj ne bo spremenila. Medtem ko sprememb ne bo na strmem stojišču, ki je pri navijačih zelo priljubljeno, pa bo VIP cona zgrajena na novo, njena kapaciteta se bo povečala na okoli 500. Skupna kapaciteta dvorane bo tako ostala pri okoli 17.000 gledalcih. 